# Clifford Odame
Clifford Odame (1º gennaio 1946) è un ex calciatore ghanese.

## Carriera
Partecipò alle Olimpiadi del 1972.